# Премія «Магрітт» найкращій акторці
Премія «Магрітт» найкращій акторці (фр. Magritte du meilleur actrice) — одна з  кінематографічних нагород, що надається з 2011 року бельгійською Академією Андре Дельво в рамках національної кінопремії «Магрітт». Премію Присуджують акторці, яка виконанням головної ролі зробила значний внесок у бельгійську кіноіндустрію. Лауреаткою першої премії «Магрітт» за найкращу головну жіночу роль у фільмі «Нелегал» стала у 2011 році Анн Косенс.

## Переможці та номінанти
Нижче наведено список акторок, що отримали цю премію, а також номінантки. Лауреаток виділено окремим кольором

### 2010-і
| Рік         | Актор             | Назва українською           | Оригінальна назва                |
| ----------- | ----------------- | --------------------------- | -------------------------------- |
| 2010 (1-ша) | Анн Косенс        | Нелегал                     | Illégal                          |
| 2010 (1-ша) | Сесіль де Франс   | Сестра-Посмішка             | Soeur Sourire                    |
| 2010 (1-ша) | Йоланда Моро      | Останній Мамонт Франції     | Mammuth                          |
| 2010 (1-ша) | Айлін Яй          | Дитячий садок               | Maternelle                       |
| 2011 (2-га) | Лубна Азабаль     | Пожежі                      | Incendies                        |
| 2011 (2-га) | Сесіль де Франс   | Хлопчик з велосипедом       | Le Gamin au vélo                 |
| 2011 (2-га) | Ізабель де Гертог | Приходь як є                | Hasta la Vista                   |
| 2011 (2-га) | Йоланда Моро      | Погана схильність           | Où va la nuit                    |
| 2012 (3-тя) | Емілі Дек'єнн     | Після кохання               | À perdre la raison               |
| 2012 (3-тя) | Крістель Корніл   | У черта на куличках         | Au cul du loup                   |
| 2012 (3-тя) | Дебора Франсуа    | Пригоди касирки             | Les Tribulations d'une caissière |
| 2012 (3-тя) | Марі Жиллен       | Усі наші бажання            | Toutes nos envies                |
| 2013 (4-та) | Полін Етьєн       | Черниця                     | La Religieuse                    |
| 2013 (4-та) | Лубна Азабаль     | Прощавай, Марокко           | Goodbye Morocco                  |
| 2013 (4-та) | Дебора Франсуа    | Кохання на кінчиках пальців | Populaire                        |
| 2013 (4-та) | Астрід Ветналл    | В ім'я сина                 | Au nom du fils                   |
| 2014 (5-та) | Емілі Дек'єнн     | Не в його стилі             | Pas son genre                    |
| 2014 (5-та) | Мана Депо         | Ласкаво просимо додому      | Welcome Home                     |
| 2014 (5-та) | Полін Етьєн       | Токійська наречена          | Tokyo Fiancée                    |
| 2014 (5-та) | Дебора Франсуа    | Маестро                     | Maestro                          |
| 2014 (5-та) | Бен Ріґа          | Я закопаю тебе              | Je te survivrai                  |
| 2015 (6-та) | Верле Батенс      | Багатообіцяльний початок    | Un début prometteur              |
| 2015 (6-та) | Анні Корді        | Спогади                     | Les Souvenirs                    |
| 2015 (6-та) | Крістель Корніл   | Що бачив Жак                | Jacques a vu                     |
| 2015 (6-та) | Йоланда Моро      | Подорож до Китаю            | Voyage en Chine                  |
| 2016 (7-ма) | Астрід Веттналь   | Дорога до Стамбула          | La Route d'Istanbul              |
| 2016 (7-ма) | Вірджинія Ефіра   | У ліжку з Вікторією         | Victoria                         |
| 2016 (7-ма) | Джо Дезер         | Людина за бортом            | Un homme à la mer                |
| 2016 (7-ма) | Марі Жиллен       | Міраж кохання з фанфарами   | Mirage d'amour                   |
| 2017 (8-ма) | Емілі Дек'єнн     | З нами                      | Chez nous                        |
| 2017 (8-ма) | Фіона Гордон      | Дива в Парижі               | Paris pieds nus                  |
| 2017 (8-ма) | Люсі Дебе         | Король бельгійців           | King of the Belgians             |
| 2017 (8-ма) | Сесіль де Франс   | Позбав мене від сумнівів    | Ôtez-moi d'un doute              |
| 2018 (9-та) | Лубна Азабаль     | Убивці                      | Tueurs                           |
| 2018 (9-та) | Сесіль де Франс   | Мадемуазель де Жонк'єр      | Mademoiselle de Joncquières      |
| 2018 (9-та) | Йоланда Моро      | Красивий бізнес             | I Feel Good                      |
| 2018 (9-та) | Наташа Реньє      | Частина тіні                | Une part d'ombre                 |